# 常勇
常勇（1915年10月—2012年2月12日），男，山东文登人，中华人民共和国军事人物，中国人民解放军少将，曾任国防科委政治部主任。